# Médersa de la zaouïa El Bokria
La médersa de la zaouïa El Bokria (arabe : مدرسة الزاوية البكرية) est l'une des médersas de Tunis rattachée à une zaouïa. Elle tire son nom du saint Abou Bakr, l'un des descendants d'Othmân ibn Affân.

## Histoire
Elle est construite sous le règne des Hafsides mais l'historien Mohamed Béji Ben Mami a émis des doutes sur l'époque réelle de sa construction.
Elle comporte à la fois une médersa et un mausolée, une particularité qu'elle partage avec la médersa Marjania.

## Famille El Bokri
Plusieurs descendants de cette famille sont devenus des grands imams de la mosquée Zitouna, comme Ali Tej El Arifin Bokri (ar), mais cette lignée a disparu après la mort du nationaliste Béchir El Bokri en 1941.